# روي لو (لاعب كرة قدم)
روي لو (بالإنجليزية: Roy Low)‏ هو لاعب كرة قدم بريطاني في مركز نصف الجناح، ولد في 8 يوليو 1944 في واتفورد في المملكة المتحدة. لعب مع توتنهام هوتسبير ونادي واتفورد.